# 维莱博卡日 (索姆省)
维莱博卡日（法語：Villers-Bocage，法語發音：[vilɛʁ bɔkaʒ] ⓘ）是法国上法蘭西大區索姆省的一个市镇，属于亚眠区。

## 地理
维莱博卡日（49°59'50"N, 2°19'2"E）面积14.17 平方千米，位于法国上法蘭西大區索姆省，该省份为法国北部沿海省份，北起加来海峡省和北部省，西接滨海塞纳省和大西洋英吉利海峡，南至瓦兹省，东临埃纳省。
与维莱博卡日接壤的市镇（或旧市镇、城区）包括：贝尔唐格勒、夸西、弗莱塞勒、莫利安欧布瓦、蒙通维莱尔、纳乌尔、普兰维尔、赖讷维尔、吕邦普雷、塔尔马。
维莱博卡日的时区为UTC+01:00、UTC+02:00（夏令时）。

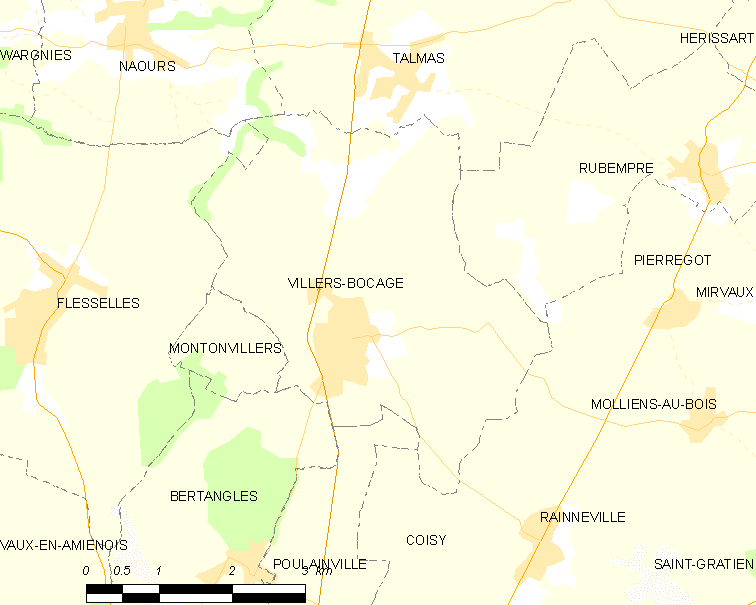
维莱博卡日的OSM定位图

## 行政
维莱博卡日的邮政编码为80260，INSEE市镇编码为80798。

## 政治
维莱博卡日所属的省级选区为亚眠第二县。

## 人口

1962-2008年间维莱博卡日人口变化图示

维莱博卡日于2022年1月1日时的人口数量为1509人。